# Бад-Кроцинген
Бад-Кроцинген (нем. Bad Krozingen, алем. нем. Bad Chrozige) — город в Германии, курорт, расположен в земле Баден-Вюртемберг.
Подчинён административному округу Фрайбург. Входит в состав района Брайсгау — Верхний Шварцвальд. Население составляет 17 063 человека (на 31 декабря 2010 года). Занимает площадь 35,66 км². Официальный код — 08 3 15 006.

## Города-побратимы
- Греу-ле-Бен (Франция)
- Эспаррон-де-Вердон (Франция)
- Наоири (Япония)